# Aeroporto Internazionale La Aurora
L'Aeroporto Internazionale La Aurora è un aeroporto del Guatemala situato a 6 km a sud della capitale Città del Guatemala.

## Storia
Le prime attività dell'aeroporto risalgono al 1923. In seguito, la città si espanse verso sud e sull'Avenida de Hincapié venne costruito l'edificio dell'Aeropuerto Internacional La Aurora come parte delle installazioni di una base aerea realizzata dal governo degli Stati Uniti; la prima pista lastricata fu costruita nel 1942 e aveva una lunghezza di duemila metri.

## Plan Nueva Aurora
Il 14 aprile del 2005 iniziò un radicale progetto di ampliamento e modernizzazione dell'aeroporto. Il progetto fu chiamato "Plan Nueva Aurora".